# Giovanni Arduino

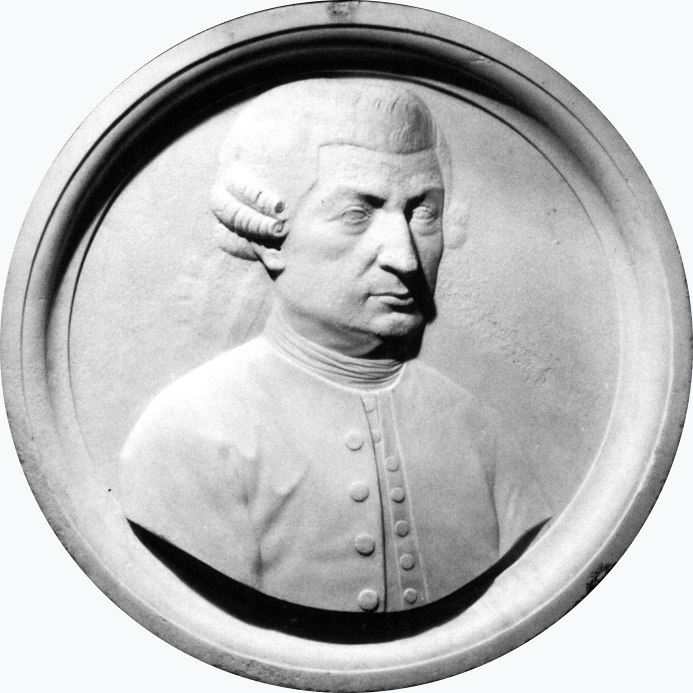
Giovanni Arduino, l'opera è di Pietro Bearzi precedente al 1847. L'immagine fa parte del Panteon Veneto, conservato presso Palazzo Loredan

Giovanni Arduino (Caprino Veronese, 16 ottobre 1714 – Venezia, 21 marzo 1795) è stato un geologo italiano, fondatore della stratigrafia.

## Biografia
Fu professore di chimica, metallurgia e mineralogia a Venezia.
Studiò la caratteristica disposizione a strati delle rocce di diverse ere geologiche grazie agli studi sul campo soprattutto nella zona particolarmente ricca dal punto di vista geologico di Recoaro Terme, fornendo una classificazione dei periodi su questa base. Ebbe una visione chiara del movimento di innalzamento delle Alpi, che per primo classificò in base alle diverse caratteristiche geologiche degli strati incontrati.

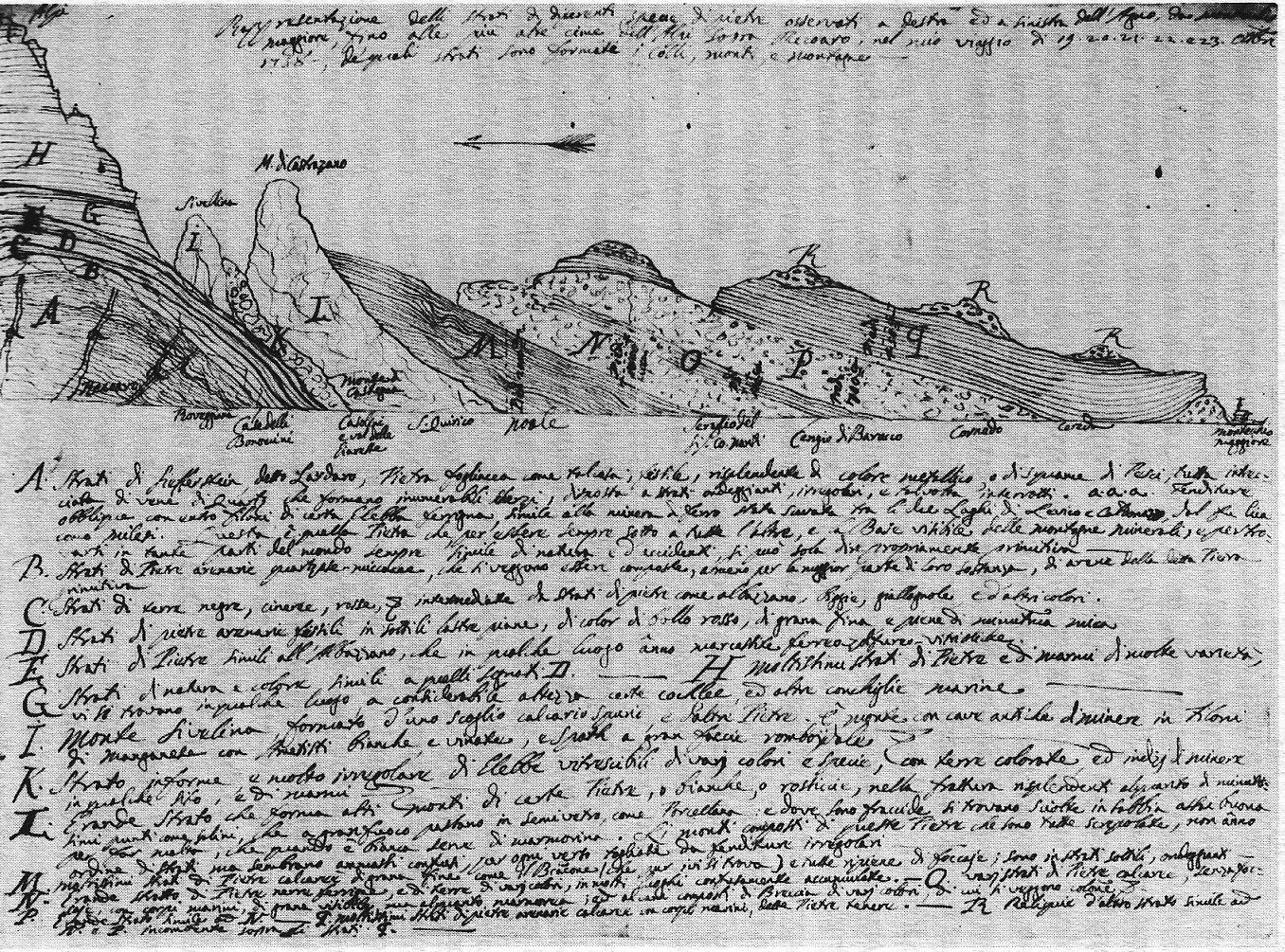
1758. Sezione geologica disegnata da Arduino

Nel 1759 propose di dividere le rocce della crosta terrestre nei quattro ordini ancor oggi riconosciuti:
- Primario
- Secondario
- Terziario
- Quaternario

La sua idea era che ciascuno di questi periodi fosse delimitato da fenomeni naturali come catastrofi, alluvioni, inondazioni, glaciazioni ecc.
La sua maggiore opera fu Due lettere sopra varie osservazioni naturali dirette al Prof. A. Vallisnieri: nella lettera del 30 marzo 1759 propose la suddetta divisione in quattro ordini.
Diresse inoltre alcune miniere in Veneto e in Toscana, in quest'ultimo caso per conto dei Lorena per lo sfruttamento dei giacimenti di rame.
Il 2 giugno 1784 divenne socio dell'Accademia delle scienze di Torino.
Fu il vero scopritore della Dolomite (nel 1779) e fu in grado di intuirne la composizione e l'origine.

## Tributi
Nel 1912 il geologo Edoardo Billows gli dedicò un minerale che riteneva di nuova scoperta denominandolo "arduinite", tuttavia si scoprì in seguito che si trattava della già nota mordenite.
Nel 1976 gli è stato intitolato il Dorsum Arduino, un sistema di creste presenti sulla superficie della Luna.